# Gex (Computerspielreihe)
Gex ist eine Jump-’n’-Run-Computerspiel-Reihe des US-amerikanischen Entwicklungsstudios Crystal Dynamics, die auch unter anderem von Eidos Interactive veröffentlicht wurde. Protagonist der Spiele ist Gex Gecko, ein Gecko. Bisher erschienen drei Spiele für verschiedene Plattformen.
Die Nintendo-64-Umsetzung des zweiten Teils erschien 1998 unter dem Titel Gex 64: Enter the Gecko. Eine Game-Boy-Color-Version erschien im selben Jahr als Gex: Enter the Gecko.
Für den dritten Teil erschien auch eine Game Boy Color Version mit dem Titel Gex 3: Deep Pocket Gecko. Via PlayStation Store sind die PSone-Fassungen aller Titel auch für die PlayStation 3, PlayStation Portable und PlayStation Vita erhältlich (Internetverbindung notwendig). Diese Veröffentlichungen wurden von der PEGI ab 12 Jahren freigegeben. Ende 2021 und Anfang 2022 hat Square Enix Gex als Marke in Europa und Japan eingetragen.

## Gex
Gex, der erste Teil der Serie erschien am 28. August 1996 für 3DO und am 30. August 1996 für Sega Saturn, PlayStation und Windows. Das Spiel ist in einem 2D-Grafikstil gehalten.

### Handlung
Als Gex wie immer vor seinem Fernseher sitzt bemerkt er plötzlich eine Fliege, die sich ihm nähert. Ohne jeglichen Verdacht verschluckt er sie, wodurch Rez, ein Wesen in der Mediendimension, auf ihn aufmerksam wird. Einige Sekunden später wird Gex in den Fernseher hineingezogen. Gex ist gefangen und er muss einen Weg finden, um zu entkommen.

### Steuerung
Die normale Steuerung der Windows-Version erfolgt über die Tastatur. Microsoft empfiehlt aber, ein SideWinder-Gamepad zu verwenden.

### Umfang
Die Spielewelt, genannt The Dome (in den Nachfolgern als Mediendimension bezeichnet), wird in fünf große Welten und eine Bonuswelt unterteilt. Um fortzuschreiten, muss man in einem Level eine Fernbedienung finden, die den Eingang in das nächste Level ermöglicht. In einigen Levels findet man auch zwei bis drei Fernbedienungen. Die zweite Fernbedienung öffnet dann immer eine neue Welt. Da es in manchen Levels ein Bonusspiel gibt, findet man dort bei erfolgreichem Abschluss eine dritte Fernbedienung, die jeweils ein Level in der Bonuswelt öffnet.
- Cemetery (Horror-Thematik)
  - Levels: Frankie & Heli, Grave Danger, Tomato Soup, Disco Inferno, Spin N' Puke (Endgegner)

- New Toonland (Cartoon-Thematik)
  - Levels: Pow!, Twin Towers, Rock It!, Knock! Knock!, The Flatulator (Endgegner)

- Jungle Isle (Dschungel-Thematik)
  - Levels: Feeding Frenzy, Congo Chaos, Jungle Gym (Endgegner)

- Kung Fuville (Kung-Fu-Thematik)
  - Levels: Sumo City, Fish Bait, Chop Chop, Toxic Turtle (Endgegner)

- Rezopolis (Science-Fiction-Thematik)
  - Levels: Rez Knight Fever, On The Move, Rez's Lair (Endgegner)

- Planet X (Bonuswelt)
  - Levels: Saucer Station, Free Fall, Bombs Away, Newton's Fourth Law, Head To Head, The Project, The Web, Clothesline

## Gex 3D: Enter the Gecko / Return of the Gecko
Enter the Gecko erschien 1998. Der Alternativtitel lautet Return of the Gecko. Je nach Konsole/Region heißt es 3D, 64 oder ein Zusatz fehlt. In Japan heißt das Spiel SpinTail.
Gex befindet sich in der so genannten „Medien-Dimension“. Man muss versuchen durch Erlangen von Fernbedienungen aus der Fernsehwelt zu flüchten.
Anders als Teil eins basiert der zweite Teil auf einer 3D-Grafik. In den Leveln schaltet man durch erlangte Fernbedienungen neue Welten frei, in denen man wiederum drei Missionen zur Auswahl hat, um Fernbedienungen zu bekommen.
Jedes Level ähnelt verschiedenen Film- und Fernsehproduktionen, so gibt es z. B. Anspielungen auf die Looney Tunes, Terminator, sowie andere Comic-, Kungfu- und Science-Fiction-Filme. Zudem lässt Gex auch immer passende Kommentare von sich, welche auf den jeweiligen Film anspielen.

## Gex 3: Deep Cover Gecko / Deep Pocket Gecko
Deep Cover Gecko ist der dritte Teil der Spielserie und erschien 1999 für Sonys PlayStation und das Nintendo 64. Die Game Boy Color Fassung trägt den Titel Deep Pocket Gecko. Auch hier ist die Namensgebung unterschiedlich.
Gex kämpft wie in vergangenen Teilen gegen seinen Erzfeind Rez, der dieses Mal seine Agentin Xtra (gespielt von Marliece Andrada) entführt hat.
Um sie zu befreien, muss Gex sich durch zahlreiche Welten kämpfen, darunter Pyramiden, den Wilden Westen oder auch die Arktis.
Die Hauptaufgabe ist dabei das Sammeln von Fernbedienungen, wodurch sich stetig neue Level (Als TV-Sender dargestellt) öffnen lassen.
Die Steuerung ist ähnlich der Vorgänger. So kann Gex springen, an Wänden entlang klettern, seinen Schwanzschlag sowie einen Karatekick ausführen. Zusätzlich verfügt Gex über eine zusätzliche Fähigkeit, je nach Welt, die er betritt (Cape-Gleiten als Rotkäppchen im Märchen-Level, Jet-Fliegen als Superheld im Anime-Level).